# 制服

ロシアの儀仗兵の制服

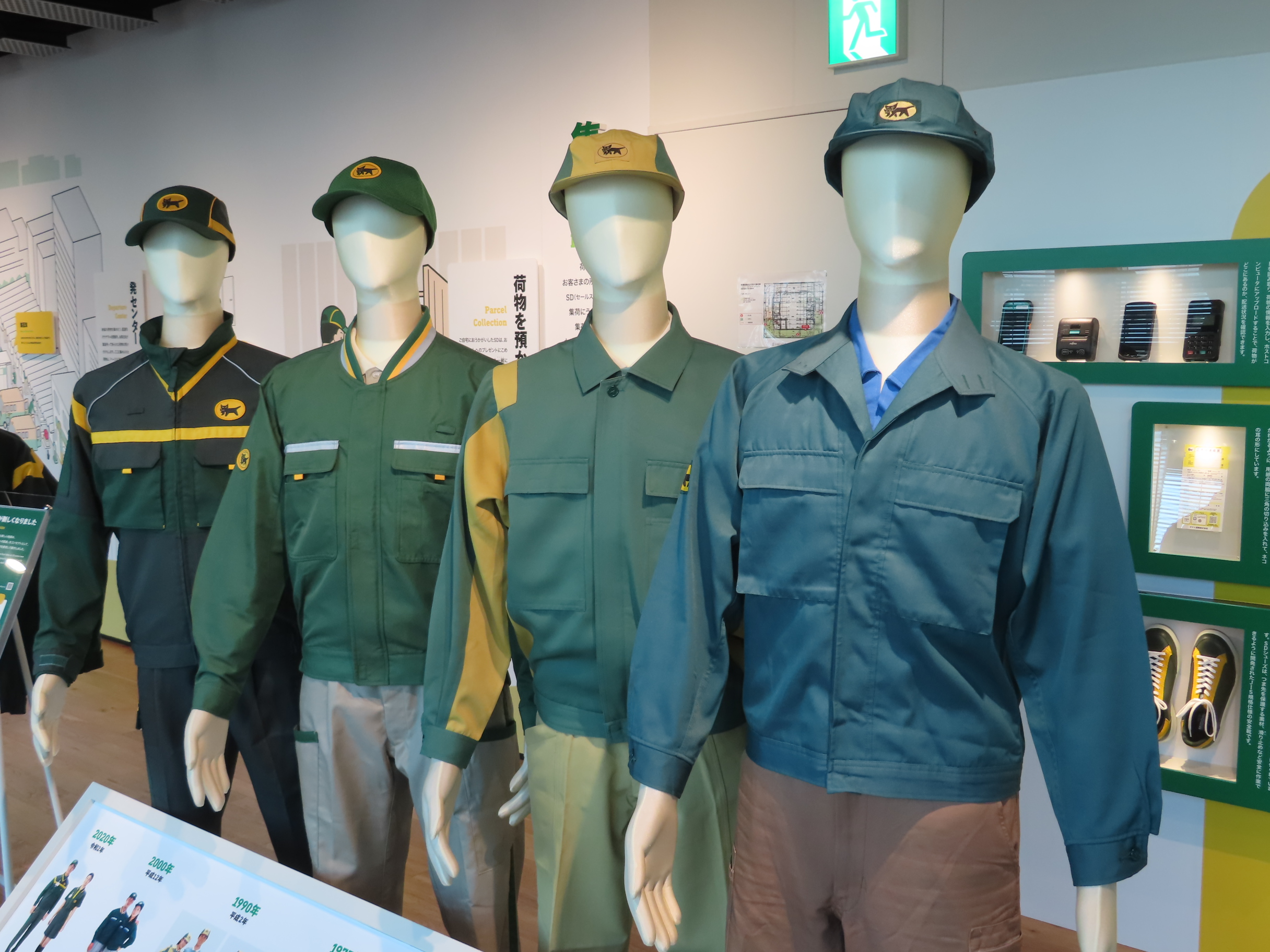
ヤマト運輸の制服

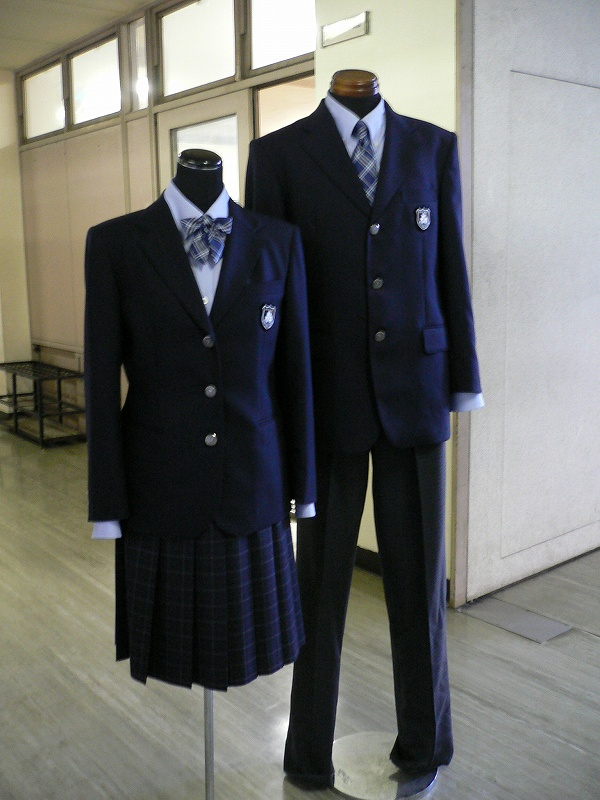
大阪府立泉尾高等学校の制服。中学校や高等学校で制定している物は特に「学生服」と呼ばれる

制服（せいふく）とは、会社、学校あるいは軍隊・警察など、ある一定の集団や組織の所属者が着用することを目的に規定された服のことである。同じ集団内でも、男性と女性、軍隊などの階級によって制服のデザインが異なる場合も多い。また、普段の着用義務がない服は、標準服（ひょうじゅんふく）や奨励服（しょうれいふく）と呼ばれることもある。なお、制服は英語ではuniform（ユニフォーム）であるが、日本語でユニフォームと言う場合、スポーツのチームメンバーの統一された服装を指すことがある。
それに対して規定に定められていない個人的な服装を私服（しふく）と言う。

## 制服の意義・機能
制服を設けるもっとも重要な目的は、組織内部の人間と組織外部の人間、組織内の序列・職能・所属などを明確に区別できるようにすることである。また、同じ制服を着ている者同士の連帯感を強めたり、自尊心や規律あるいは忠誠心を高めたりする効果が期待される場合もある。格好良い制服やかわいい制服は、あこがれを抱かせ、その制服を着たい、すなわち、その職種に就きたい、その組織に入りたい）という願望をもたせ、人材確保に一役買うこともある。
また戦時体制や独裁国家などにおいては、物資の節約や意識の共有などを目的とした服装の統制が行われることがある。大日本帝国で太平洋戦争中に用いられた国民服、中国や北朝鮮の人民服などがその例である。
制服にはその職務にあった機能性が求められる。特定の作業用に機能性を重視して規定された服は作業服と呼ばれ、制服と区別されることもある。企業によっては作業服を業務において常に着用する服装であるとし、作業服を制服と位置づけることもある。ただし、そのような企業でも営業職など接客を伴う職種・場面ではスーツを着用することが多い。
現在の日本の公務員では自衛官、警察官、消防吏員、海上保安官などは制服の着用が重視される。また民間企業では鉄道員・駅員、警備員などは業務上の観点から制服の着用が重視される。例えば制服を着用した駅員は一般客との区別がつきやすく、これにより乗り換えについての質問や緊急事態発生時の連絡などをスムーズに受けられる。なお警察官や警備員などでも、捜査中で身分の露見を防がねばならない、労働争議中で制服着用が争議関係者を刺激するなどの場合は私服勤務が許される。
軍人軍属や警察官などの制服には階級章、所属章、部隊章、資格章等の記章が付けられており、制式（デザイン、色彩、材質等）も厳格に定められているため、これらの機関等における制服の意味は命令系統の統制や上下関係の明示等の役割を果たしている。階級ごとの制服を廃止し、最高司令官から兵卒までほぼ同じ制服を着用したことがあったが、組織統制上の混乱をもたらしたため階級ごとの制服が復活したかつての中国人民解放軍のような例もある。自衛隊においては、陸上自衛隊と航空自衛隊が幹部（士官）と曹士（下士官兵）の制服に若干の差異を設けているのに対し、海上自衛隊では幹部と曹の制服はほとんど同じであるが、曹と士の制服は完全にデザインが異なる。ただしこれは男性海士に限り、女性海士は海曹とほぼ同様の制服である。
一般社会においては制服がない業種や職種も少なくないが、社会人の場合はある程度あらたまった服装で勤務することが求められることもある。例えば男性の会社員の場合は、背広服（スーツ）、ワイシャツ、ネクタイ姿で勤務する人が多く、この背広服やワイシャツは実質的に制服とされているとの見方もある。
日本の企業ではこれまで、女性社員にのみ制服を採用している企業が多く見られたが、バブル崩壊後の企業業績悪化に伴うコスト削減、女性が多くを占める派遣社員の増加（その一方での制服着用の一般職女性社員の削減）に伴う企業の雇用形態の変化に合わせて、近年女性社員の制服を廃止する企業が増えている。フェミニズムの立場から女性にのみ制服を適用するのは女性差別であるという理由は副次的なものである。一方、地球環境保全や盛夏における快適性（クールビズ）の観点から、男性社員の服装の自由化を求める声も高まり、業種・職種によっては大企業を中心としてカジュアルな服装でも勤務可という職場が多くなっている。公務員においても国策としての地球温暖化対策として、クールビズ、ノーネクタイ（ネクタイ不着用）が標準となりつつある。なお、グループ企業において独自の制服がある場合、子会社が親会社の制服に準じたデザインのものを採用することが多い。
日本の学校制服では近年、ジェンダーレスで性別に関係なく制服が選べる制度の導入が促進されつつある。女子がスラックスを選択することが可能となった他、男子がスカートを選択することも可能になりつつある。

## 制服・標準服がある職業・業種など（日本）

### 公務員等
- 自衛官
- 防衛省職員（事務官や技官は通常私服[注 1] であるが、職務内容によっては制服着用者も存在する。詳細は軍属の項目を参照）
- 裁判官（いわゆる法服）
- 裁判所書記官（職服、いわゆる法服）
- 廷吏
- 宮内庁職員（儀礼式典時に着用する礼装のみで普段は私服）
- 警察官
- 警察事務官・警察技官（制服そのものの有無やデザイン等は警察本部や職務内容により異なる）
- 交通巡視員
- 皇宮護衛官（天皇・皇族の身辺警護や皇居等の施設警備を行なう特別司法警察職員）
- 海上保安官（海上における警察と消防的業務を兼任している特別司法警察職員）
- 入国警備官（「入国審査官」と胸章（階級章）以外は同一の制服なので混同されやすいが、別の官職）
- 入国審査官（「入国警備官」と胸章（入国審査官章）以外は同一の制服なので混同されやすいが、別の官職）
- 検疫官
- 家畜防疫官
- 植物防疫官
- 船員労務官
- 駐車監視員（身分は民間の法人・団体の職員であるが、職務中は「みなし公務員」とされる。制服は警察庁により全国規模で統一されたデザインの物が存在する）
- 交番相談員（警察官OBが任命される非常勤（嘱託）公務員。いわゆる「空き交番」の問題解消の一助となると期待されている。都道府県により、制服のある警察本部、ない警察本部が混在）
- 車両検査員
- 林野庁森林管理局署職員（特に指定を受けた者は「国有林野・部分林・公有林野官行造林、その林野の産物に関する罪又はその林野・国営猟区における狩猟に関する罪」について特別司法警察職員としての権限を有する）
- 刑務官（刑務所・拘置所等の職員で「看守」と俗称される）
- 法務教官（少年院・少年鑑別所等の職員）
- 税関職員
- 衆議院衛視（衆議院事務局所属の警備職員。議長の議院警察権を補助執行する）
- 参議院衛視（参議院事務局所属の警備職員。議長の議院警察権を補助執行する）
- 日本郵便株式会社従業員（旧郵政事務・郵政外務職員。郵政民営化のため民間企業の社員となるが、郵便認証司は信書を取り扱うなどの関係上「みなし公務員」とされる、かつては郵便事業株式会社・郵便局株式会社）
- 消防庁職員（私服勤務の場合が多いが、式典や訓練、災害などの際には消防吏員の物に準じたデザインの制服または活動服と職名章を着用することがある）[3]。
- 消防吏員
- 消防団員（火災や風水害等の際に動員される非常勤公務員であり、専任の職業ではない）（法被、半長靴、ヘルメット、飾緒、階級章、肩章、帽章）
- 水防団員（水害の危険性がある際に動員される非常勤公務員であり、専任の職業ではない。平成14年に制服制を廃止）
- 海防団員（香川県観音寺市の設置する海防団の団員・海難救助等の際に動員される非常勤公務員であり、専任の職業ではない）
- 漁業監督官（漁業取締船に乗務する水産庁職員のため、外国入港時の式典の際等に着用する礼服が支給されている。通常時は一般に市販されている作業服と同等の被服で勤務。なお漁業監督吏員は都道府県職員のため、都道府県によって服制が異なる。）
- 地方公共団体（都道府県または市町村）の消防・防災関係部署職員（平時はほとんど私服勤務だが、式典や訓練、災害などの際には消防吏員の物に準じたデザインの制服または活動服と職名章を着用することがある）[4]
- 地方公共団体（主に市町村）の一般職員（平時の「事務服」、作業時の作業服、災害時の防災服または活動服）
  - 作業服・防災服・活動服は地方公共団体名が入ったものを着用することが多い。大規模な自然災害の発生時には、首長・議員など特別職も防災服または活動服を着用する。「事務服」は定めていないところ、女性職員のみに定めているところもある。

### 法令で定められたもののうち現在は廃止されたもの
- 旧陸海軍の軍人（敗戦に伴う軍の解体・消滅により廃止）
- 旧陸海軍の軍属（同上）
- 華族（宮中に於ける指定された式典時に着用する大礼服が制定されていた・戦後「皇室令及附属法令廃止ノ件」(昭和22年5月2日皇室令第12号)により廃止）[5]
- 戦前の文官官僚
  - 文官大礼服・「内閣及び総理府関係法令の整理に関する法律」により廃止
  - 南洋群島に在勤する文官のために大礼服及び小礼服（燕尾服）に代わる制服が制定されていた、実効性喪失
- 戦前の外交官（熱帯地域又は炎暑酷烈なる地方に勤務する外交官のために大礼服に代わる制服が制定されていた、実効性喪失）
- 宮内省職員（「皇室令及附属法令廃止ノ件」(昭和22年5月2日皇室令第12号)により廃止）
- 国民服（太平洋戦争中の日本人男子の標準服、「日本国憲法施行の際現に効力を有する命令の規定の効力等に関する法律」（昭和22年4月18日法律第72号）により失効）
- 消防組組員（警防団へ改組移行）
- 警防団団員（敗戦に伴い存在意義を喪失・解体。消防団へと移行）
- 韓国統監府職員（朝鮮総督府へ移行）
- 朝鮮総督府職員（敗戦に伴う当該区域の統治権喪失で廃止）
- 台湾総督府職員（同上）
- 南洋庁職員（同上）
- 樺太庁職員（同上）
- 関東都督府・関東庁職員（同上）
- 青島守備軍民政部職員（青島統治権の中国への返還に伴い廃止）
- 禁衛府衛士隊員（禁衛府の消滅に伴い廃止）
- 南満州鉄道職員（終戦に伴う活動停止・閉鎖により廃止、半官半民の特殊企業であった）
- 天皇服（第二次世界大戦後の僅かな期間、天皇の制服「天皇御服」として定められていたもの）
- 警察予備隊の警察官（保安庁へ移行、後の自衛隊の母体となる）
- 海上警備官（海上自衛隊へ移行）
- 刑務所・拘置所・その他の矯正施設に勤務する刑務官以外の法務事務官および法務技官（かつては制服・制帽が制定されていたが、現在は廃止され私服勤務となっている）[6]
- 日本国有鉄道（国鉄）職員（1987年の国鉄分割民営化により廃止）
- 鉄道公安職員（同上）
- 帝都高速度交通営団（東京メトロへの民営化により廃止）
- 郵政事務・外務職員（郵政民営化により民間企業の社員となったため、旧郵政省時代および旧郵政公社時代の制服は廃止された）
- 天皇、皇族、神職などの「礼（禮）服」「朝服」「制服」などの儀式装束様式が定められていた。しかし、今もその伝統の一部は継承されている[7]。

### 民間の企業並びに法人・団体等の従業員及び公営企業職員
- 公共交通機関の職員
  - 鉄道：鉄道員（旅客と接する鉄道係員は、鉄道営業法第22条で着用が定められている）
  - 船舶：船員等
  - 航空：パイロット、客室乗務員、グランドスタッフ、航空整備士等
  - バス：運転手、ガイド等
  - タクシー：運転士、乗務員等（制帽、手袋）
- 医療従事者：医師、歯科医師、薬剤師、助産師、看護師、保健師等（白衣）
- 福祉従事者：訪問介護員、介護福祉士（ポロシャツ、エプロン）等
- 工場勤務など（作業着、つなぎ、作業靴、ヘルメット、手袋、命綱、安全帯）
- 高速道路交通管理隊
- 電力会社
- 警備員
- 調理師：コック、板前等
- ウェイター、ウェイトレス（背広服、ワイシャツ、蝶ネクタイ、革靴、黒いスニーカー）
- ソムリエ（タキシード、背広服、ワイシャツ、蝶ネクタイ、革靴）
- 家政婦（メイド）（三角巾、エプロン）
- ホテル従業員（フロント係、コンシェルジュ、ドアマン、ベルボーイ等）（ケピ帽）
- 銀行、信用金庫ほか金融機関の女性従業員
- 宗教関係者（僧、神職、神父、牧師、救世軍の士官・下士官・兵士、神宮衛士等）
  - 教衆（ステハリ）、主教、司祭、輔祭、修道士（リヤサ、ストラ、エピタラヒリ、ポドリャスニク）、神父（キャソック）、助祭 （ダルマティカ・アルバ）、巫女（袙・小忌衣・汗衫・千早・緋袴）、神職（女性神職装束）、僧侶 （白衣、袈裟、作務衣、輪袈裟、略肩衣）など
- エレベーターガール、ショッピングセンターや百貨店の総合案内担当社員（いわゆる“受付嬢”　目立つように明るい色の、帽子付きレディーススーツ風つまり略礼装であることが多い）
- テーマパークで園内業務に直接携わるスタッフ
- 一般企業の女性事務系従業員（定めていない企業もある）
- スポーツ選手（プロスポーツ選手は記者会見などの際にはスポンサー契約したメーカーの背広を着る）
- 力士（外出の際は和服着用とまげを結うことを義務付けられている、廻し）
- 武道家（道着、帯、弓道着、防具、ゆがけ）
- 交通指導員
- 審判員（ブレザー、ブルゾン）
- ポロ、テニス、ゴルフ選手 （ポロシャツ、オープンフィンガーグローブ）
- 乗馬、馬術選手（燕尾服、シルクハット、山高帽、ヘルメット、ブーツ、ジョッパーブーツ、拍車、乗馬ズボン、チャップス、鞭）

### 教育を受けている者
- 在学生
  - 幼児 （幼稚園児など）：国立や私立の幼稚園では制服を定めているところが多い。
  - 児童 （小学生など）：公立（特に東日本）では定められていないことが多く、また制服ではなく標準服であることも多い。いわゆる「体操服」を、制服に相当するものとして校内では常時着用させるところもある。国立・私立の小学校では大抵、制服を定めている。
  - 生徒 （中学生、高校生、中等教育学校生、専修学校生〔専門学校生、高等専修学校生等〕、各種学校生など）：中学校・高校では国・公・私立を問わず多くの学校で制服を定めている。中学校の場合、地域によってはジャージ（夏季は体操服）を制服に相当するものとして常時着用させ、制服は登下校時や式典時のみ着用というところもある。
  - 学生 （大学生、大学院生、短大生、高等専門学校生など）：定められていない、あるいは定められていても着用義務がなく在学生にも存在が知られていないことが多いが、応援団・体育会サークルで制服を定めているところもある。また、商船系や水産系の大学では主に乗船時に着用する制服がある。女子大学、女子短期大学の中には制服の着用が義務付けられているところが存在する。群馬医療福祉大学は男子学生の制服も定められており式典や就職活動時には着用することとなっている 。

経済学者のロバート・H・フランクは「制服着用の義務化は、生徒たちが自分自身を表現する能力を制限することになるが、着る服を競い合うという金銭的・感情的な負担を減らすことができる」と指摘している。

### その他

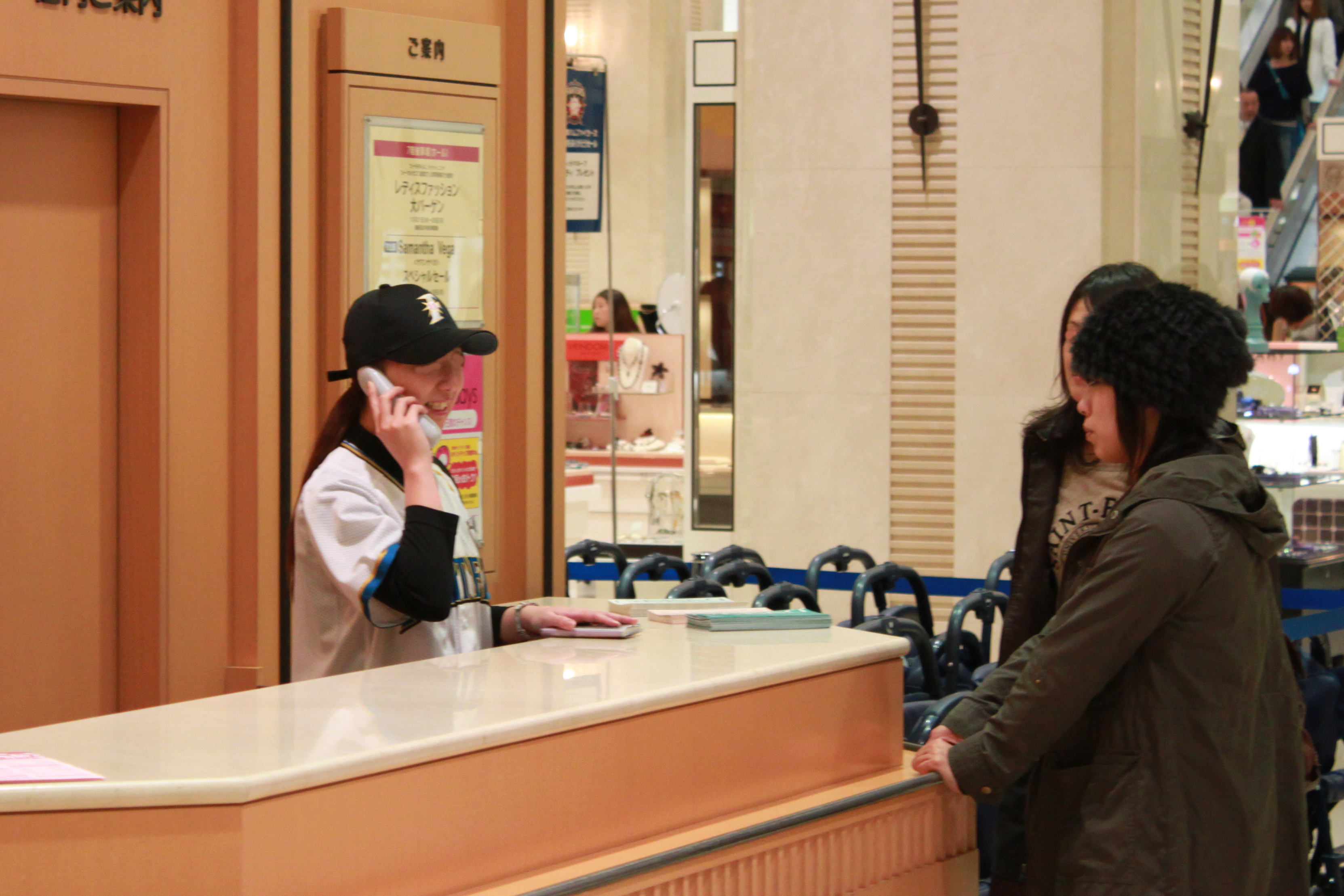
地元チームの優勝にともない、通常の制服でなく一時的にプロ野球の帽子とユニフォームを着用する例（2009年10月25日、大丸札幌店）

- 日本赤十字社職員（通常は私服勤務であるが、勤務部署等によっては胸部・上腕部あるいは背面に赤十字のマークが入ったブレザー、ジャンパー、ポロシャツ等を着用することがあり、これが実質上の制服と言える。また災害時等の際には「救護服」と呼ばれる作業服・防災服的な衣服を着用して救護活動に従事することがある）
- ボーイスカウト
- ガールスカウト
- 海洋少年団
- 鉄道少年団

## 制服を悪用した犯罪
制服が職業・職務を表すという機能を悪用し、警察官などを装った犯罪は後を絶たない（警察手帳を貸与され携行しているにもかかわらず、提示を要求されても「制服が身分証明だ」と強弁し拒否する警察官もいる為。1968年に三億円事件、1978年に制服警官女子大生殺人事件、1988年には警察官ネコババ事件が発生）。このため、2002年には階級章一体で個人コードが刻まれた名札「識別章」が導入された。
制服以外の身分証明を求めたり、電話で確認したりすることで防げる事もあるが、通常はそこまで確認は困難である。宅配便業者では訪問先・地域ごとに専従の担当者を置く対策法を取るところもある（別の人間が配達に訪れる事は代理の際に限られる）。消防吏員・消防団員を装った消火器販売（灰色の作業服姿で来る）や電力会社・ガス会社の集金・点検を装った詐欺事件、宅配便業者を装い鍵を開けさせる強盗事件なども起きている（このため電力・ガス・水道各社では使用量通知書に「本票を使って集金する事はありません」と注意書きをしている）。
ノルウェー連続テロ事件のウトヤ島銃乱射では、犯人は警察官の制服を着用してテロ対象者を安心させた上で犯行に及んでおり、被害者はテロリストを警察官と信じて整列した。その影響で69人が死亡した。
ハーグ陸戦条約では交戦相手国の軍服を着用し偽装して武力行使する事は禁止されている。1944年のバルジの戦いの際には、オットー・スコルツェニー率いるSS特殊部隊がアメリカ軍兵士が遺棄して行った軍服を着用し連合軍勢力圏に潜入、通信網や交通網に混乱を与えたこともあったが、もし連合軍兵士によって素性が明かされたら銃殺は免れなかった（実際に数名が、発見されたその場で銃殺されている）。逆に、自軍の軍服の上に敵軍の軍服を着込み、戦闘時には敵軍の軍服をパッと脱ぎ捨てるという方法も両軍の一部特殊部隊では行われており、この戦法を採ったおかげで処刑を免れた兵士も多かったという。

## 制服の管理
制服はそれ自体が身分・職業を示す意味が大きく、盗難や模造・偽造により悪用されると、上記のように犯罪を容易にする虞がある。司法官権職員や治安・保安・防災関係機関、ライフライン関係機関の職員は特に厳正に制服が管理される必要性および傾向がある。一例として、JR東日本商事は、鉄道会社向け制服を一着ごとに個別管理するシステムを開発した。
またイベント「コミックマーケット」においては、警官・消防官・警備員の制服に見えるコスプレ時は、移動する際には上着で隠す、本職になりすましたような言動の禁止といった規制が科されている。
また、制服を着用するだけで無条件に信頼するのでは無く、身分証明書自体も制服の装備品の一つとして考えられ、当然通常は着用（携帯）しなくてはならない（例えば、警察官の警察手帳は、“勤務中は勤務先本部長から認められた場合を除き常に携帯し、公務執行で市民から求められた場合は身分証を提示すること”と法律で定められている。これを逆手に取り、演劇用小道具をどこからか入手し、特殊詐欺で「警察です」と見せる受け子の事例が続発している）。
警備会社は社員である警備員に制服を貸与しているが、制服を紛失した場合は速やかに管轄の警察署に届け出る事になっている。これは、制服を悪用されないためであり、制服の着用による社会的立場を悪用した犯罪を防止する観点から必要な措置なのである。
犯罪に悪用されないまでも制服自体に興味を持つ愛好家も多数おり、盗難などにより紛失する可能性は極めて高い。制服を管理する上で留意する事は、洗濯し制服を干す場合は外に干さない（特に低階層住宅）事や、制服を運搬する場合には、中身を秘匿するなどが考えられる。
警察博物館では警察官の制服、徽章の展示がされているが、このコーナーはコピーを防止するために常に職員が写真撮影されないように見張っている。

## 制服への更衣にかかる時間
使用者により労働者が就業中は着用することを指示された制服がある場合、その指示が明示的か黙示的かは問わず、日本では就業時間前後の更衣のためにかかる時間は使用者の指揮命令下に労働者が置かれていると解され労働時間に含まれる（最高裁判例）。